# Centre d'art contemporain du parc Saint-Léger
Pour les articles homonymes, voir Centre d'art contemporain (homonymie).
Le Parc Saint Léger est un centre d'art contemporain situé à Pougues-les-Eaux (Nièvre) présentant plusieurs expositions temporaires par an. Il se trouve dans le parc départemental Saint Léger, d'une surface de 8 hectares, dans lequel sont installées de façon plus ou moins permanente plusieurs œuvres parmi lesquelles Sans titre (L'Île) (1991) de Xavier Veilhan, située au milieu d'un plan d'eau artificiel, Le Splendid (2013) de Wilfrid Almendra ou encore Plateforme (2007) de Nicolas Floc'h.
Le centre d'art, géré sous forme associative et relevant du conseil général de la Nièvre, occupe l'ancienne usine d'embouteillage d'eau minérale entièrement rénovée en 1998 par les architectes Vincent Cornu et Benoît Crépet.
Il dispose d'une surface d'exposition de 460 m2.
Le Parc Saint Léger Centre d'art contemporain a été d'abord dirigé par Catherine Arthus-Bertrand, puis, de 1998 à 2006 par Danièle Yvergniaux et Sandra Patron de 2007 à 2014. Depuis 2015, il est dirigé par Catherine Pavlovic.